# Åstjärnen (Anundsjö socken, Ångermanland)
Åstjärnen är en sjö i Örnsköldsviks kommun i Ångermanland och ingår i Moälvens huvudavrinningsområde. Sjön har en area på 0,0882 kvadratkilometer och ligger 253,1 meter över havet.

## Delavrinningsområde
Åstjärnen ingår i det delavrinningsområde (706383-157476) som SMHI kallar för Utloppet av Stortjärnen. Medelhöjden är 310 meter över havet och ytan är 14,91 kvadratkilometer. Det finns inga avrinningsområden uppströms utan avrinningsområdet är högsta punkten. Forttjärnbäcken som avvattnar avrinningsområdet har biflödesordning 3, vilket innebär att vattnet flödar genom totalt 3 vattendrag innan det når havet efter 101 kilometer. Avrinningsområdet består mestadels av skog (81 procent) och sankmarker (13 procent). Avrinningsområdet har 0,27 kvadratkilometer vattenytor vilket ger det en sjöprocent på 1,8 procent.